# Thaumasiodes eurymitra
Thaumasiodes eurymitra är en fjärilsart som beskrevs av Turner 1939. Thaumasiodes eurymitra ingår i släktet Thaumasiodes och familjen nattflyn. Inga underarter finns listade i Catalogue of Life.